# Jurgen Bence
Jurgen Bence es un deportista sudafricano que compitió en judo. Ganó una medalla de plata en el Campeonato Africano de Judo de 1996, en la categoría de –95 kg.

## Palmarés internacional
| Campeonato Africano | Campeonato Africano   | Campeonato Africano | Campeonato Africano |
| Año                 | Lugar                 | Medalla             | Categoría           |
| ------------------- | --------------------- | ------------------- | ------------------- |
| 1996                | Sudáfrica (Sudáfrica) | Medalla de plata    | –95 kg              |